# ریمانتادین
ریمانتادین (به انگلیسی: Rimantadine) (INN ، با نام تجاری Flumadine عرضه می‌شود) یک داروی ضد ویروس خوراکی است. این دارو برای معالجه و در موارد نادر نیز برای جلوگیری از بروز آنفلوانزا ویروس A استفاده می‌شود. در صورتی که در طی یکی دو روز از بروز علائم مصرف شود، ریمانتادین می‌تواند مدت زمان بیماری را کوتاه و شدت آنفلوانزا را تعدیل کند. هر دو داروی ریمانتادین و داروی مشابه آن یعنی آمانتادین، از مشتقات ادمنتین هستند . ریمانتادین در سال ۱۹۹۴ توسط سازمان غذا و دارو آمریکا (FDA) تأیید شد.
ریمانتادین در سال ۱۹۹۳ برای مصارف پزشکی مورد تأیید قرار گرفت.  اما تمامی نمونه‌های H3N2 فصلی و دنیاگیری ۲۰۰۹ آنفلوانزای خوکی در برابر ریمانتادین مقاومت نشان دادند و دیگر تجویز آن برای درمان آنفلوانزا توصیه نمی‌شود.